# Purong (köpinghuvudort i Kina, Hunan Sheng, lat 28,86, long 109,62)
Purong (kinesiska: 普戎, 普戎镇) är en köpinghuvudort i Kina. Den ligger i provinsen Hunan, i den södra delen av landet, omkring 340 kilometer väster om provinshuvudstaden Changsha. Antalet invånare är 12 256. Befolkningen består av 5 877 kvinnor och 6 379 män. Barn under 15 år utgör 17,0 %, vuxna 15-64 år 72 %, och äldre över 65 år 10,0 %.
Runt Purong är det ganska tätbefolkat, med 139 invånare per kvadratkilometer. Närmaste större samhälle är Qianling, 16,6 km söder om Purong. I omgivningarna runt Purong växer huvudsakligen savannskog.
Genomsnittlig årsnederbörd är 1 790 millimeter. Den regnigaste månaden är maj, med i genomsnitt 312 mm nederbörd, och den torraste är december, med 28 mm nederbörd.